# Centrale électrique de la chute aval
La centrale électrique de la chute aval (finnois : Alakosken voimalaitos) ou centrale basse (finnois : Alavoimala) est une centrale hydroélectrique dans le quartier de Nalkala à Tampere en Finlande.

## Présentation
La centrale hydroélectrique est achevée en 1937 dans le centre de Tampere en aval des Tammerkoski.
À l'origine, elle appartenait a trois usines: Tako, Verkatehdas et Liljeroos. 
De nos jours, elle appartient à Koskienergia (fi),,,.
La centrale a une capacité de 4 mégawatts et produit environ 15 gigawattheures d'électricité par an,.

## Architecture
La centrale ressemble à la centrale électrique de la chute centrale (1932), qui est de plus grande taille mais par ailleurs assez similaire. 
Les deux centrales sont des bâtiments en brique rouge et de style fonctionnaliste, et leurs façades ont été conçues par Bertel Strömmer,.
Bertel Strömmer n'était pas entièrement satisfait de la réalisation du bâtiment de la centrale. 
Il aurait aimé que la bâtiment soit couverte de carreau léger. 
et soit placé au bord des rapides Tammerkoski pour que la vue depuis Hämeensilta vers le bassin de Ratina reste ouverte. 
Cependant, le représentant de Tako, Gösta Serlachius, a rejeté ces idées et a exigé que la centrale électrique soit faite de briques rouges et qu'elle soit construite au milieu des rapides,.
La centrale électrique est étroitement liée au paysage industriel de Tammerkoski, que le direction des musées de Finlande a classé comme un site culturel construit d'intérêt national.
Selon l'ordonnance de protection, il s'agit «d'un bâtiment de valeur architecturale et culturelle-historique et important pour la préservation du paysage urbain». 
La centrale ne doit pas être démantelée et les réparations et les modifications doivent être effectuées de manière à ne pas endommager l'architecture, la technologie du bâtiment ou les valeurs culturelles et historiques du bâtiment, des structures, des façades ou de l'intérieur,.

## Galerie

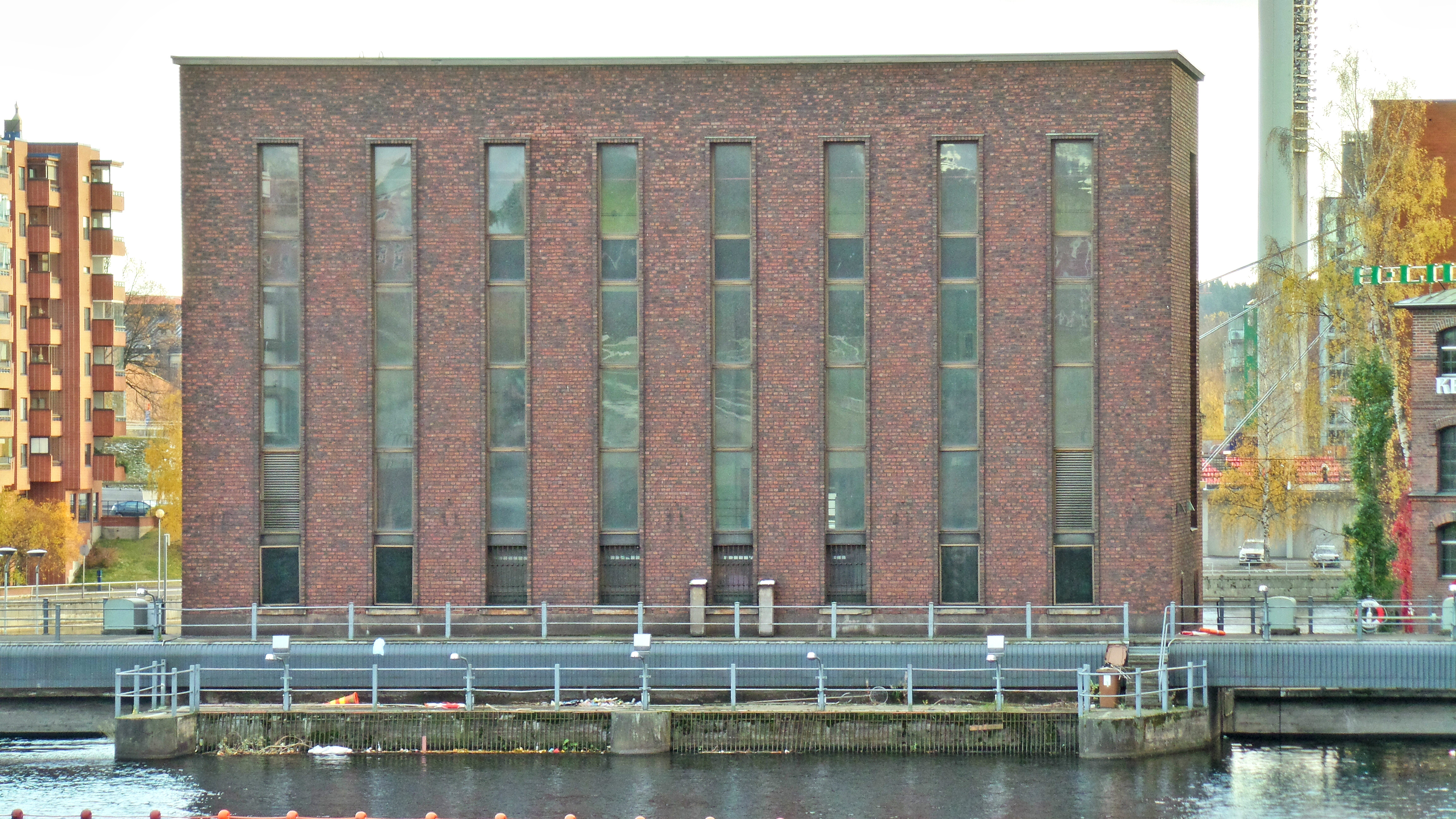
La centrale
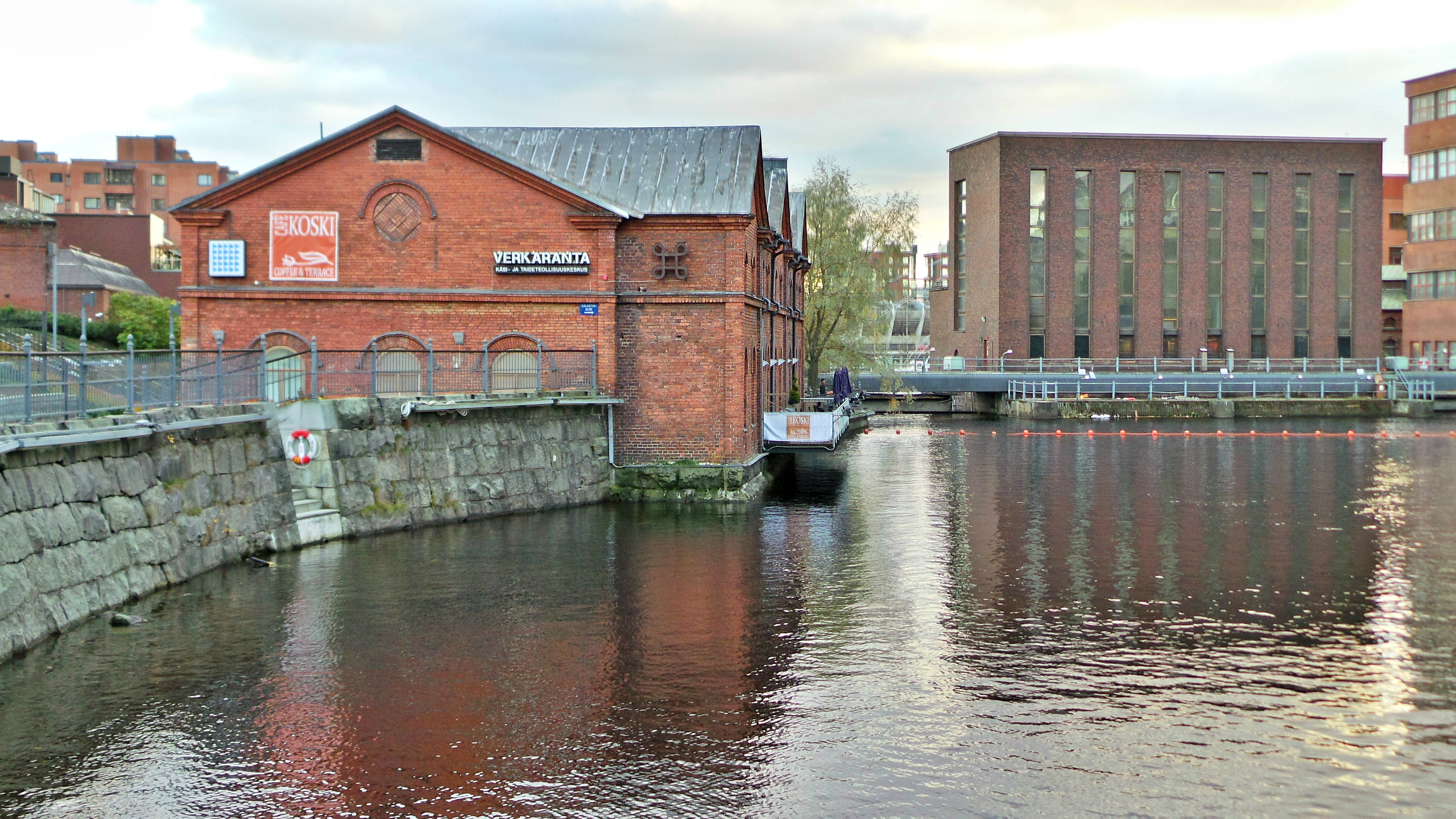
La maison de l'artisanat Verkaranta et la centrale.